# 追海豚的長崎夏日
《追海豚的長崎夏日》，2022年8月19日上映的日本劇情片，金澤知樹自編自導，此片亦為金澤個人首部長篇電影執導作，題材改寫自金澤的兒時回憶，由初次演戲的新人童星番家一路主演。

## 劇情概要
1980年代的長崎，一名小學生久田孝明（番家一路 飾）家中有父母及一個弟弟，是個每天吵吵鬧鬧但充滿愛的家庭。久田與家境貧困且遭同學排擠的竹本健次（原田琥之佑 飾）認識，主動外向的久田和內向的竹本相約前往長崎的迴力鏢島找尋海豚。兩人在旅程途中遭遇各種插曲，但彼此之間也因此而拉近了距離，成為了好友。沒想到一場意外，讓兩人不得不接受現實的考驗......。

## 主要角色
- 久田孝明（兒童時期）：番家一路

住在長崎的小學五年級生。擅長寫作文。在暑假期間和竹本逐漸變得要好。
- 竹本健次：原田琥之佑

孝明的同學。家境貧困，被除了孝明以外的同學們取笑。
- 久田良子：尾野真千子

孝明的母親。孝明口中「生氣起來全世界最可怕的媽媽」，真心地支撐著全家。
- 久田広重：竹原和生（日语：竹原ピストル）

孝明的爸爸。平常雖然是個粗魯的父親，但從旁為兒子的冒險之旅提供最大的支持。
- 竹本雅代：貫地谷栞

健次的母親。養育著三男二女。在超級市場工作。
- 久田孝明（成人時期）：草彅剛

不紅的小說家。多年後開始娓娓道來自己過去的兒時回憶。
- 內田：岩松了

在長崎經營蜜柑農場的男子。
- 彌生：村川繪梨（日语：村川絵梨）

孝明的前妻。擁有女兒的監護權。
- 亞子：福地桃子

久田家的親戚。已出社會工作，偶爾會拜訪久田家。
- 大內田健夫：Goriken（日语：ゴリけん）

健次的叔叔。
- 金山：八村倫太郎（日语：八村倫太郎）
- 由香：茅島水樹
- 宮田：篠原篤（日语：篠原篤）
- 市川：泉澤祐希

## 製作團隊
- 編劇：金澤知樹（日语：金沢知樹）、萩森淳
- 配樂：大島滿
- 攝影：菅祐輔
- 燈光：渡邊大和
- 收音：田辺正晴
- 美術：岡田拓也
- 服裝：松下麗子
- 造型：細見佳代
- 妝髮：永嶋麻子
- 剪輯：河野斉彦
- 道具：佐藤孝之
- 音響效果：長谷川剛
- 場記：外川恵美子
- 主題曲：《羈絆》 ANCHOR feat.Riria.（VIA/TOY'S FACTORY）
- 副導演：新谷和弥人
- 導演助手：小川弾
- 導演：金澤知樹（日语：金沢知樹）
- 監製：飯島三智、小佐野保
- 製作：佐藤満、高橋潤
- 執行製片：福田智徳
- 發行：Kino Films（日语：キノフィルムズ）

## 獲得獎項
- 澳洲ジャパニュアルウィーン日本電影獎觀眾最喜愛獎
- 第47回報知電影獎助演女優賞（尾野真千子）[3]
- 第77回每日電影獎新人賞（番家一路）[4]
- 第46回日本電影學院獎新人賞（番家一路）
- 第17回大阪電影節
  - 作品賞
  - 助演女優賞（尾野真千子）
  - 新人男優賞（番家一路、原田琥之佑）
  - 音樂賞（大島滿）
- 第76回MPTE AWARDS映像技術賞音響效果賞（長谷川剛）

## 外部連結
- 電影官方網站 （页面存档备份，存于）
- 追海豚的長崎夏日的X（前Twitter）
- YouTube上的官方預告篇